# Zandbakspeelgoed

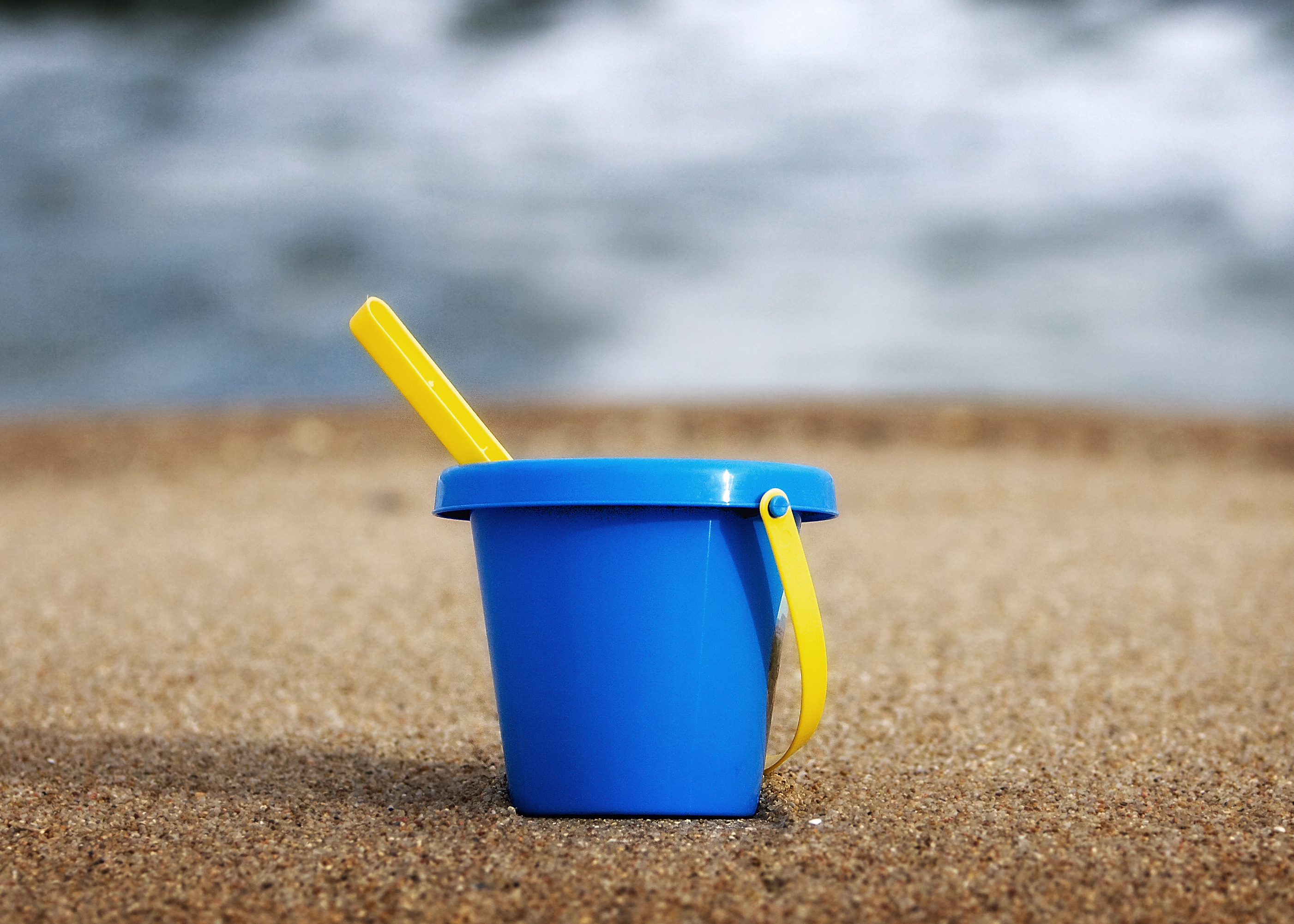
Een emmer als zandbakspeelgoed.

Zandbakspeelgoed is het speelgoed waarmee kinderen in een zandbak spelen en dat wordt gebruikt bij het kinderspel. Dit speelgoed is vaak van plastic en heeft geen kleine onderdelen die kinderen zouden kunnen inslikken. Het is veelal uitgevoerd in de kleuren rood, geel, blauw en groen. Net als ander speelgoed is zandbakspeelgoed in de speelgoedwinkel te koop.
Het speelgoed wordt ook vaak gebruikt als op het strand gespeeld wordt, omdat daar ook veel zand aanwezig is.
Voorbeelden zijn:
- schepje
- emmertje
- zandvormpjes
- zeef
- speelgoed-graafmachine
- speelgoed-trekker